# Kazaa
Kazaa är ett fildelningsprogram som använder kommunikationsprotokollet fasttrack. 

## Historik
Programmet skapades av Niklas Zennström och Janus Friis år 2000. De köpte fildelningsprotokollet fasttrack av ett estniskt företag. Kazaa såldes senare till företaget Sharman Networks. 
Programmet hjälper användarna att hitta varandra, utan att tjänsten själv behöver beblanda sig med filerna. Efter att ett domstolsbeslut tvingade fildelningsprogrammet Napster att stänga ner år 2001 vände sig många användare istället till Kazaa och år 2003 var det internets mest nedladdade program. Kazaa kom upp i över en miljard nedladdningar totalt.
Den 27 juli 2006 beslutades det att Kazaa ska betala 100 miljoner dollar i böter efter en uppgörelse med några av musikindustrins dominerande företag, bland annat Universal Music och Warner Music. Kazaa garanterar samtidigt att fildelning av upphovsrättsskyddat material ska upphöra. Kazaa är nu ägt av ett företag som heter Brilliant Digital Entertainment, Inc.
Grundaren Niklas Zennström anser själv att han med Kazaa bidrog till en bredbandsutbyggnad världen över.

## Altnet
Altnet är ett program som följer med Kazaa. Program, skapat av Kazaas och Skypes skapare Niklas Zennström och Janus Friis, visade relaterade låtar och videor i användarens sökningar. De "relaterade" objekten var saker som egentligen kostade pengar att ladda hem och skilde sig från "äkta" sökträffar med en guldfärg istället för den standard-gröna färg som riktiga sökträffar hade.
Altnet kallas av många för spyware eller adware.